# Inre säkerhet
Inre säkerhet omfattar fred och säkerhet inom en suverän stats territorium eller ett autonomt styrt territorium. Det omfattar framför allt upprätthållandet av nationella lagar och skydd mot inre hot. Ansvaret för den inre säkerheten vilar vanligtvis på polis eller paramilitär, och i vissa fall militären.
Skyddandet av den inre säkerheten är vanligtvis en av statens kärnuppgifter. Inom Europeiska unionen har medlemsstaterna fortfarande fullt ansvar för skyddandet av den inre säkerheten, trots ett allt djupare gräns- och polissamarbete.